# Polinombázisok
A polinombázisok bázisok a polinomok vektorterében. A legfeljebb n-edfokú polinomok n+1 dimenziós vektorterében az általában használt polinombázisok első n+1, legfeljebb n-edfokú eleme bázist ad.
Egyváltozós esetben a szóba jövő polinomok értelmezhetők a valós számokon, ennek egy intervallumán vagy a komplex számok fölött. Többnyire valós számok fölötti polinomokkal foglalkozunk.
Az elméleti fizikában fontos szerepet kapnak a polinombázisok, például az elektrodinamikában és a kvantummechanikában.

## Ortogonális polinomok
Polinomok esetén a bezárt szög meghatározása a következőképpen történik: legyen két polinom a P(x) és a Q(x). Általánosított skalárszorzatuk
{\displaystyle \langle P(x),Q(x)\rangle :=\int \limits _{a}^{b}\varrho (x)\,P(x)\,Q(x)\,{\rm {d}}x,}
ahol [a, b] adott intervallum és ρ(x) pedig adott súlyfüggvény, a közrezárt szög pedig
{\displaystyle \theta :=\arccos \left({\frac {\langle P(x),Q(x)\rangle }{|P(x)|\cdot |Q(x)|}}\right),}
ahol az arccos() a koszinuszfüggvény inverze, a | | pedig az L2-normát jelöli:
{\displaystyle |P(x)|:={\sqrt {\langle P(x),P(x)\rangle }}={\sqrt {\int \limits _{a}^{b}\varrho (x)\,P^{2}(x)\,{\rm {d}}x}}.}
Két nem nulla normájú polinom akkor merőleges (más szóval ortogonális), ha a fentiekben definiált Θ közrezárt szög 90°, azaz akkor és csak akkor, ha a skalárszorzatuk éppen nulla:
{\displaystyle \langle P(x),Q(x)\rangle =0.}
Egy nulla normájú polinomot definíció szerint ortogonálisnak tekintünk minden más polinommal. Könnyen belátható a definícióból, hogy az ortogonalitás szimmetrikus reláció, vagyis ha P(x) és Q(x) ortogonális polinomok, akkor Q(x) és P(x) is ortogonálisak.

### Példa
Vegyük a P(x) = 2x + 3 és a Q(x) = 5x2 + x − 17/9. másodfokú függvényeket! Ezek ortogonálisak a −1 és 1 közötti intervallumon a ρ(x)=1 súlyfüggvény mellett. Szorzatuk 10x3 + 17x2 − 7/9 x − 17/3 és:
{\displaystyle {\begin{aligned}&{}\qquad \int _{-1}^{1}\left(10x^{3}+17x^{2}-{7 \over 9}x-{17 \over 3}\right)\,dx=\\[6pt]&=\left[{5 \over 2}x^{4}+{17 \over 3}x^{3}-{7 \over 18}x^{2}-{17 \over 3}x\right]_{-1}^{1}=\\[6pt]&=\left({5 \over 2}(1)^{4}+{17 \over 3}(1)^{3}-{7 \over 18}(1)^{2}-{17 \over 3}(1)\right)-\left({5 \over 2}(-1)^{4}+{17 \over 3}(-1)^{3}-{7 \over 18}(-1)^{2}-{17 \over 3}(-1)\right)=\\[6pt]&={19 \over 9}-{19 \over 9}=0.\end{aligned}}}

## Egy nem ortogonális bázis
Valós számok felett értelmezett legfeljebb n-ed fokú egyváltozós polinomok esetén természetesen adódó bázis az (1, x, x2, x3, …, xn) választás. Ezek a bázist alkotó polinomok azonban nagyon különböző szögeket zárnak be egymással. 
Könnyen ellenőrizhető ugyanis, hogy a −1 és 1 közötti intervallumon a ρ(x)=1 súlyfüggvény mellett
{\displaystyle |1|={\sqrt {2}},\,|x|=0,\,|x^{2}|={\sqrt {\frac {2}{3}}},\,|x^{3}|=0,\,|x^{4}|={\sqrt {\frac {2}{5}}},\,|x^{5}|=0,\,\dots }
{\displaystyle \langle 1,1\rangle =2,\,\langle 1,x\rangle =0,\,\langle 1,x^{2}\rangle ={\frac {2}{3}},\,\langle 1,x^{3}\rangle =0,\,\langle 1,x^{4}\rangle ={\frac {2}{5}},\,\langle 1,x^{5}\rangle =0,\,\dots }
{\displaystyle \langle x,x\rangle ={\frac {2}{3}},\,\langle x,x^{2}\rangle =0,\,\langle x,x^{3}\rangle ={\frac {2}{5}},\,\langle x,x^{4}\rangle =0,\,\langle x,x^{5}\rangle ={\frac {2}{7}},\,\dots }
{\displaystyle \langle x^{2},x^{2}\rangle ={\frac {2}{5}},\,\langle x^{2},x^{3}\rangle =0,\,\langle x^{2},x^{4}\rangle ={\frac {2}{7}},\,\langle x^{2},x^{5}\rangle =0,\,\dots }
Az 1 és az x2 által bezárt szög
{\displaystyle \theta _{1}=\arccos \left({\frac {\langle 1,x^{2}\rangle }{|1|\cdot |x^{2}|}}\right)=\arccos \left({\frac {\frac {2}{3}}{{\sqrt {2}}\cdot {\sqrt {\frac {2}{3}}}}}\right)=\arccos \left({\frac {\sqrt {3}}{3}}\right),}
az 1 és az x4 által bezárt szög
{\displaystyle \theta _{2}=\arccos \left({\frac {\langle 1,x^{4}\rangle }{|1|\cdot |x^{4}|}}\right)=\arccos \left({\frac {\frac {2}{5}}{{\sqrt {2}}\cdot {\sqrt {\frac {2}{5}}}}}\right)=\arccos \left({\frac {\sqrt {5}}{5}}\right),}
az x2 és az x4 által bezárt szög pedig
{\displaystyle \theta _{3}=\arccos \left({\frac {\langle x^{2},x^{4}\rangle }{|x^{2}|\cdot |x^{4}|}}\right)=\arccos \left({\frac {\frac {2}{7}}{{\sqrt {\frac {2}{3}}}\cdot {\sqrt {\frac {2}{5}}}}}\right)=\arccos \left({\frac {\sqrt {15}}{7}}\right).}
Belátható, hogy ha továbbmennénk ezzel a számolással, akkor az árkuszkoszinusz-függvény argumentumában mindig különféle 1-nél kisebb számok fognak szerepelni, tehát a bezárt szögek különféle 90°-nál kisebb hegyesszögek lesznek.
A fizikai alkalmazásokban külön gondot jelent a súlyfüggvény is: ilyenkor még ferdébb lehet a bázis, és nehéz lehet a szögek kiszámítása és a bázis használata. Megoldás lehetne ennek megfelelően súlyfüggvényt választani, de sokkal célszerűbb a bázist igazítani a súlyfüggvényhez.
Keressünk most olyan bázist, amelynek adott súlyfüggvény mellett minden eleme minden másikkal párban ortogonális!

## Ortogonális bázisok

### Legendre-féle polinomok
Természetes gondolat, hogy ha a fenti monomok ilyen hegyes szögeket zárnak be egymással, akkor ortogonalizálni (merőlegesíteni) kell őket. 
Pn(x) (n = 1, 2, ...) Legendre-polinomokról akkor beszélünk, ha
- a skalárszorzat a következő: {\displaystyle \langle P_{n}(x),P_{m}(x)\rangle :=\int _{-1}^{1}P_{n}(x)P_{m}(x){\rm {d}}x} minden Pn és Pm párra, azaz az intervallum [-1,1], a súlyfüggvény pedig {\displaystyle \varrho (x)=1}, és
- a Pn polinomok páronként ortogonálisak egymással e skalárszorzat szerint, és
- minden Pn(x) esetében Pn(1) = 1.

Speciálisan ilyen polinomokat szolgáltat a Gram–Schmidt-féle ortogonalizáló eljárás iteratív alkalmazása az {\displaystyle x^{n}\,({n\in \mathbb {N} })} monomokra.
Az első néhány Legendre-polinom:
{\displaystyle P_{0}(x)=1\,}
{\displaystyle P_{1}(x)=x\,}
{\displaystyle P_{2}(x)={\frac {1}{2}}(3x^{2}-1)}
{\displaystyle P_{3}(x)={\frac {1}{2}}(5x^{3}-3x)}
{\displaystyle P_{4}(x)={\frac {1}{8}}(35x^{4}-30x^{2}+3)}
{\displaystyle P_{5}(x)={\frac {1}{8}}(63x^{5}-70x^{3}+15x)}
Megkaphatók ezzel a rekurziós formulával: {\displaystyle (n+1)P_{n+1}(x)=(2n+1)xP_{n}(x)-nP_{n-1}(x)\,\,\,\,\,\quad \quad (n=1,2,\ldots )}
A Legendre-polinomok fontos szerepet játszanak az elméleti fizikában, különösen az elektrodinamikában és a kvantummechanikában.

### Jacobi-féle polinomok
A Legendre-polinomoknál általánosabb Jacobi-féle polinomok kétparaméteres családot alkotnak. α és β választásától függően különböző ortogonális rendszerek adódnak.
- Jelölésük: Pn(α,β)(x)
- Tartóintervallumuk: [-1, 1]
- Súlyfüggvény a skalárszorzatban: ρ(x) = (1–x)α(1+x)β

Ebbe a családba tartoznak a Legendre-polinomok is az α = β = 0 értékválasztással. 
Különböző speciális eseteit használják, például a kvantumfizikában vagy az interpolációs eljárásokban.

### Csebisev-féle polinomok
A Jacobi-féle polinomok egy alcsaládja az α=β=1/2 választással.
Ekkor a súlyfüggvény :{\displaystyle {\frac {1}{\sqrt {1-x^{2}}}},\,\!}, és a [-1,1] intervallumon teljesül:
{\displaystyle \int _{-1}^{1}T_{n}(x)T_{m}(x)\,{\frac {dx}{\sqrt {1-x^{2}}}}=\left\{{\begin{matrix}0&:n\neq m~~~~~\\\pi &:n=m=0\\\pi /2&:n=m\neq 0\end{matrix}}\right.\,\!}
Az első néhány Csebisev-polinom:
{\displaystyle T_{0}(x)=1\,}
{\displaystyle T_{1}(x)=x\,}
{\displaystyle T_{2}(x)=2x^{2}-1\,}
{\displaystyle T_{3}(x)=4x^{3}-3x\,}
{\displaystyle T_{4}(x)=8x^{4}-8x^{2}+1\,}
{\displaystyle T_{5}(x)=16x^{5}-20x^{3}+5x\,}
{\displaystyle T_{6}(x)=32x^{6}-48x^{4}+18x^{2}-1\,}
{\displaystyle T_{7}(x)=64x^{7}-112x^{5}+56x^{3}-7x\,}
{\displaystyle T_{8}(x)=128x^{8}-256x^{6}+160x^{4}-32x^{2}+1\,}
{\displaystyle T_{9}(x)=256x^{9}-576x^{7}+432x^{5}-120x^{3}+9x.\,}
Megkaphatók ezzel a rekurziós formulával:
{\displaystyle T_{n+1}(x)=2xT_{n}(x)-T_{n-1}(x).\,\!}
vagy trigonometrikus függvények segítségével:
{\displaystyle T_{n}(x)=\cos(n\arccos x)=\cosh(n\,\mathrm {arccosh} \,x)\,\!}
Az interpolációs eljárásokban kitüntetett szerep jut a Csebisev-polinomok gyökeinek: ha a közelítendő függvényt itt értékelik ki, akkor az interpoláció hibája olyan kicsi lesz, amilyen kicsi csak lehet. 
A rekurziós képlettel bizonyíthatók a következők:
- A páratlan fokú Csebisev-polinomok oszthatók x-szel
- A páratlan fokú Csebisev-polinomok páratlan, a páros fokúak csak páros kitevőjű tagokból állnak
- A páros fokúak konstans tagja +1 vagy -1
- A páros fokúak többi együtthatója páros
- T1-től kezdve a főegyüttható 2 hatványa, mégpedig az n-ediké 2n-1

### Hermite-polinomok
Ha a polinomokra a teljes számegyenesen van szükség, de a távoli értékeket kevésbé akarják figyelembe venni, akkor az Hermite-polinomok megfelelő választásnak bizonyulhatnak. Itt a súlyfüggvény {\displaystyle \varrho (x)=e^{-x^{2}/2}}, és az intervallum a valós számok halmaza.
Ekkor a skalárszorzat {\displaystyle \langle f,g\rangle =\int \limits _{-\infty }^{+\infty }e^{-x^{2}}\cdot f(x)\cdot g(x)\,dx}. Eszerint az Hermite-polinomok ortogonálisak.
Az első néhány Hermite-polinom:
{\displaystyle H_{0}(x)=1}
{\displaystyle H_{1}(x)=2x}
{\displaystyle H_{2}(x)=(2x)^{2}-2=4x^{2}-2}
{\displaystyle H_{3}(x)=(2x)^{3}-6(2x)=8x^{3}-12x}
{\displaystyle H_{4}(x)=(2x)^{4}-12(2x)^{2}+12=16x^{4}-48x^{2}+12}
Megkaphatók ezzel a rekurziós formulával: {\displaystyle \qquad H_{n+1}(x)=2\,x\,H_{n}(x)-2\,n\,H_{n-1}(x)}
Az Hermite-polinomokat is alkalmazzák a fizikában, például a kvantummechanikában.